# Prudent-Louis Aubéry Du Boulley
Pour les articles homonymes, voir Aubéry.
Prudent-Louis Aubéry Du Boulley, né à Verneuil-sur-Avre le 9 décembre 1796 et mort dans la même ville le 28 janvier 1870, est un compositeur, musicien et théoricien de la musique français.

## Œuvres
Prudent-Louis Aubéry Du Boulley a été un compositeur prolifique dont voici une liste non exhaustive de ses œuvres :
- Duo concertant pour guitare et piano op. 31
- Le vieux Castel, trio romantique pour piano, flûte et violon op. 116[1]

- Le bijou, divertissement pour guitare op. 126[2]

## Écrits
- Grammaire musicale, ou Méthode analytique et raisonnée pour apprendre et enseigner la lecture de la musique ; suivie d'observations sur les erreurs, préjugés et fausses opinions concernant la musique[3], Prudent-Louis Aubéry Du Boulley, Paris, Simon Richault éditeur de musique, 1830

## Sources
- La Grammaire musicale de Prudent Louis Aubéry du Boulley et la société Philharmonique de l'Eure, de L'Orne et d’Eure-et-Loir, Josée Mercier-Trémolières, 2009[4]